# Larisa Kositsyna
Larisa Kositsyna, née le 14 décembre 1963, est une ancienne athlète russe, qui pratiquait le saut en hauteur. Elle a obtenu trois médailles lors des championnats d'Europe d'athlétisme en salle.

## Palmarès

### Championnats d'Europe d'athlétisme en salle
- Championnats d'Europe d'athlétisme en salle de 1983 à Budapest ( Hongrie)
  -  Médaille d'argent au saut en hauteur
- Championnats d'Europe d'athlétisme en salle de 1986 à Madrid ( Espagne)
  -  Médaille de bronze au saut en hauteur
- Championnats d'Europe d'athlétisme en salle de 1988 à Budapest ( Hongrie)
  -  Médaille de bronze au saut en hauteur